# محمود قعبور
محمود قعبور (من مواليد 11 مارس 1979) هو مخرج وكاتب وخطيب لبناني  ولد في بيروت.

## التعليم والمهنة
تخرج محمود بامتياز من مدرسة Mel Hoppenheim للسينما في مونتريال، وبعد ذلك تابع التركيز الوثائقي في المجلس الوطني لأفلام كندا وغرفة الأخبار في هيئة الإذاعة الكندية. [بحاجة لمصدر]

وهو مؤسس واضو منتدب لشركة Veritas Films، وهي شركة مقرها الإمارات العربية المتحدة ومتخصصة في إنشاء وإنتاج محتوى غير خيالي، في عام 2015 اختير كواحد من أقوى 100 عربي تحت سن 40.
تشمل أعماله التجارية إخراج أفلام وثائقية مصممة خصيصًا، بما في ذلك أفلام متعددة لوزارة الشؤون الرئاسية وهيئة الشؤون التنفيذية في أبوظبي ومجلس أبوظبي للتخطيط الحضري وهيئة أبوظبي للثقافة والتراث ودبي القابضة وفروع دبي للاستثمار.   

## مهنته في الأفلام
حصل الفيلم الأول لمحمود قعبورBeing Osama وهو فيلم وثائقي عن حياة وأوقات ستة رجال يتشاركون الاسم الأول لأسامة بن لادن في عالم ما بعد 11 سبتمبر، على أربع جوائز دولية وتم بثه على 12 قناة دولية، كما جعله أصغر مخرج سينمائي في تاريخ التلفزيون الكندي. [بحاجة لمصدر]

فاز فيلم تيتا ألف مرة وهو ثاني فيلم روائي طويل لمحمود بجائزة «اختيار نقادنيويورك تايمز» كما ذكرته لجنة تحكيم أفضل مخرج عربي في العرض العالمي الأول لمهرجان الدوحة تريبيكا السينمائي. وقد حصل الفيلم على 5 جوائز رئيسية إضافية لجوائز الأفلام وأفضل فيلم وحقق العديد من «الأوليات» لصناعة السينما الإقليمية. وكان أول فيلم وثائقي يتم إنتاجه محليًا لعرضه في دور السينما في الإمارات العربية المتحدة، كما كان أول فيلم وثائقي ينتج في دول مجلس التعاون الخليجي يترشح لجوائز الأوسكار.
فيلمه الثالث «بطل المخيم» هو فيلم وثائقي طويل تم تصويره في معسكرات العمل المثيرة للجدل في الإمارات العربية المتحدة، وتم عرض الفيلم لأول مرة في مهرجان دبي السينمائي الدولي العاشر في 7 ديسمبر 2013 في عرض تاريخي في الهواء الطلق على برج خليفة.

## جوائز
محمود قعبور
- 100 أقوى عربي تحت سن 40 [2]
- Humanitarian - Esquire Man At His Best Awards 2014[14]
- مارس 2014: أفضل إنتاج في جوائز Digital Studio [15]
- أكتوبر 2011: جائزة أفضل فيلم في فئة «احتفل بالسن» في مهرجان مومباي السينمائي الدولي، الهند [16]

فيلم كونك أسامة ‏:
- شهادة تقدير لمحاربة العنصرية من مؤسسة العلاقات العرقية الكندية.[17]

## فيلموغرافيا
- 2004: كونك أسامة
- 2010: تيتا، ألف مارا
- 2013: بطل المعسكر

## روابط خارجية
- محمود قعبور على موقع IMDb (الإنجليزية)
- محمود قعبور على موقع قاعدة بيانات الفيلم (الإنجليزية)

- Mahmoud Kaabour في قاعدة بيانات الأفلام على الإنترنت
- أفلام فيريتاس